# Petaloctenus
Petaloctenus is een geslacht van spinnen uit de  familie van de Ctenidae (kamspinnen).

## Soorten
- Petaloctenus bossema Jocqué & Steyn, 1997
- Petaloctenus clathratus (Thorell, 1899)
- Petaloctenus cupido Van der Donckt & Jocqué, 2001
- Petaloctenus lunatus Van der Donckt & Jocqué, 2001
- Petaloctenus songan Jocqué & Steyn, 1997